# Chiesa della Madonna del Terraglio
La chiesa della Madonna del Terraglio è un luogo di culto cattolico che sorge al limite del quartiere di Veronetta a Verona, a pochi passi dalla Valdonega; fa parte dell'omonima diocesi.

## Storia
La chiesetta, addossata alle mura scaligere di Verona commissionate da Cangrande della Scala nel 1321, è stata edificata tra il 1440 e il 1516 per proteggere una raffigurazione della Madonna, oggetto di venerazione, che era dipinta su una porta secondaria delle cinta muraria e che è stata inglobata all'interno della chiesa.
La facciata della chiesa venne rinnovata sul finire del XVIII secolo, quando venne sopraelevato l'ingresso e realizzata una scarpata per permettervi l'accesso, mentre nel secolo successivo fu realizzata invece la scalinata di pietra per rendere più agevole il raggiungimento dell'ingresso. Nel 1916 vi furono modifiche importanti: venne livellato e pavimentato lo spazio antistante all'edificio, a creare una piazzetta; venne demolita la scalinata e realizzato un nuovo ingresso al pian terreno; la facciata venne restaurata, assumendo così la connotazione definitiva. Tra il 1952 e il 1954, inoltre, venne restaurata la "torre campanaria". Nel 1989 la chiesa fu dichiarata pericolante e chiusa, quindi restaurata nel 1999 e nuovamente aperta al culto.

## Descrizione
Al centro della facciata si trova il portale d'ingresso con architrave modanato, sopra cui si trova un altro portale che fu murato nel 1916 e a cui si accedeva tramite una scalinata. Ai due lati di questo secondo portale si trovano due finestre barocche, e più in alto un'ulteriore finestra posta tra due nicchie. La facciata è conclusa da un timpano e, sul fianco destro della chiesa, da un esile cella campanaria con monofore a tutto sesto impostata sull'ex torre difensiva scaligera.
L'edificio presenta uno spazio per il culto che consiste in un'aula rettangolare di dimensioni ridotte coperta da una volta a botte ribassata, con l'altare maggiore in marmo situato lungo la parete destra. Dalla stessa parete si può accedere ad un altro vano in cui si trova una piccola cappella con altare, mentre nella parete sinistra si trova una scala che conduce al piano superiore, aperto su quello sottostante.